# Staatliche Museen zu Berlin
De Staatliche Museen zu Berlin zijn een groep van musea in Berlijn die ondergebracht zijn in de Stichting Pruisisch Kultuurbezit en die worden gefinancierd door de Duitse federale overheid en de deelstaten. Onder de Staatlichen Museen zu Berlin vallen zeventien musea in vijf clusters en daarnaast enkele onderzoekinstituten.

## Musea

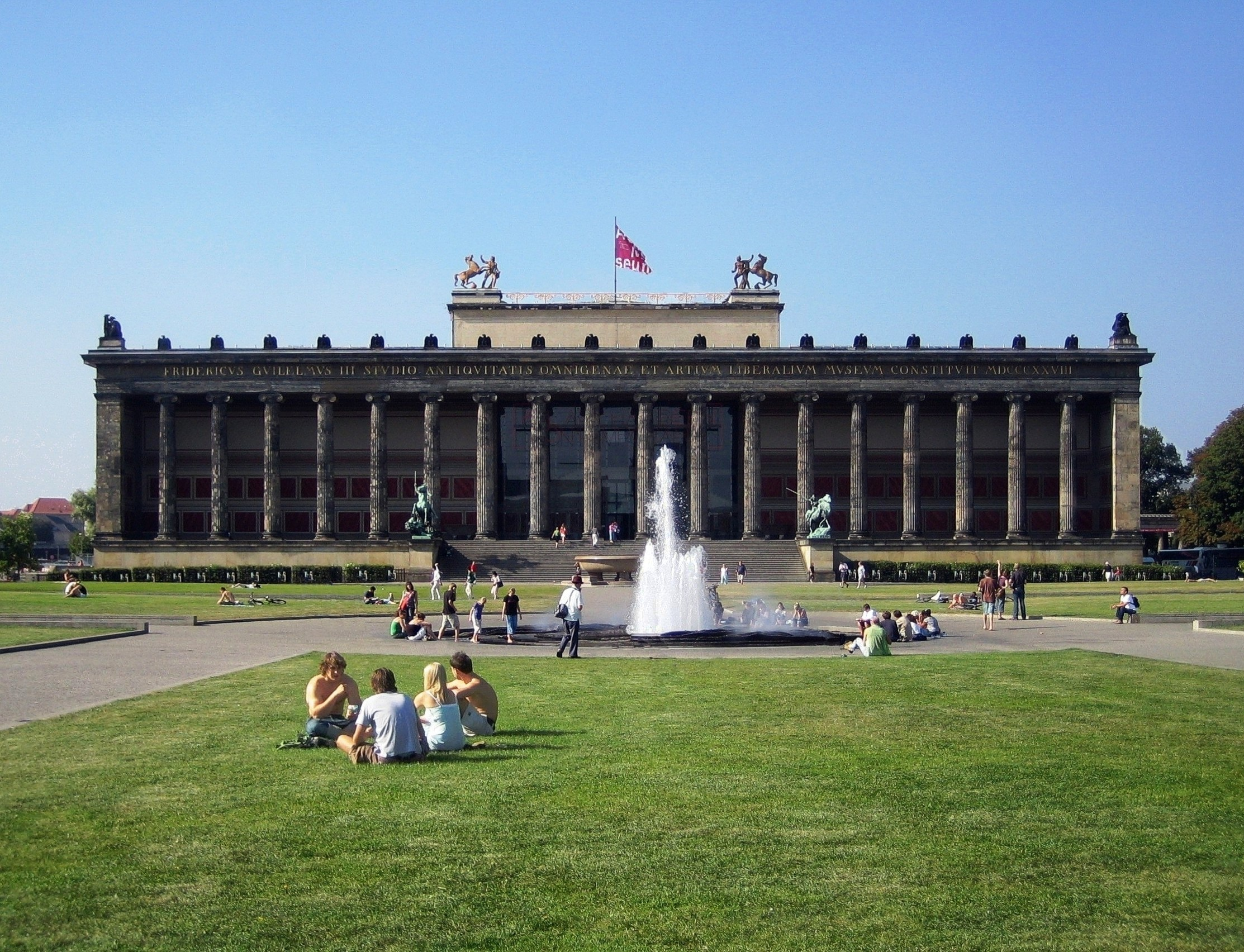
Altes Museum

### Berlin-Mitte
- Museumsinsel
  - Pergamonmuseum
  - Bode-Museum
  - Alte Nationalgalerie
  - Altes Museum
  - Neues Museum
- Friedrichswerdersche Kirche

### Tiergarten
- Kulturforum Berlin
  - Gemäldegalerie
  - Kunstgewerbemuseum
  - Kupferstichkabinett Berlin
  - Kunstbibliothek
  - Neue Nationalgalerie
- Hamburger Bahnhof - Museum für Gegenwart

### Berlin-Charlottenburg
- Museum für Vor- und Frühgeschichte
- Museum Berggruen
- Museum für Fotografie / Helmut Newton Stiftung
- Sammlung Scharf-Gerstenberg
- Gipsformerei

### Berlin-Dahlem
- Musea Berlin-Dahlem
  - Ethnologisches Museum
  - Museum für Asiatische Kunst
  - Museum Europäischer Kulturen

### Berlin-Köpenick
- Kunstgewerbemuseum (filiaal Schloss Köpenick)

## Onderzoeksinstituten
- Institut für Museumsforschung
- Rathgen-Forschungslabor